# Dicamixus longipes
Dicamixus longipes là một loài tò vò trong họ Ichneumonidae.